# Flexurile colice
Există două flexiuni colice sau curburi ale  colonului transversal. Cea din dreapta, flexura colică dreaptă este cunoscută și sub numele de flexura hepatică.
Cea din stânga, flexura colică stângă este cunoscută sub numele de flexura splenică.

## Anatomie
Flexura colică dreaptă sau flexura hepatică (cea din apropierea ficatului) este îndoirea în unghi ascuțit dintre colonul ascendent și colonul transversal.Flexura hepatică se află în cadranul superior drept al abdomenului uman. Acesta primește aportul de sânge din artera mezenterică superioară.
Flexura colică stângă sau flexura splenică (deoarece este aproape de splină) este îndoirea în unghi ascuțit dintre colonul transvers și colonul descendent. Flexura splenică este o regiune a bazinului hidrografic, deoarece primește dublu aport de sânge de la ramurile terminale ale arterei mezenterice superioare și ale arterei mezenterice inferioare, făcându-o astfel predispusă la leziuni ischemice în cazurile de tensiune arterială scăzută deoarece nu are propria sursă primară de sânge. În contextul ischemiei, flexura splenică este denumită uneori punctul Griffith, împreună cu rectul superior (punctul Sudak).

## Imagini suplimentare

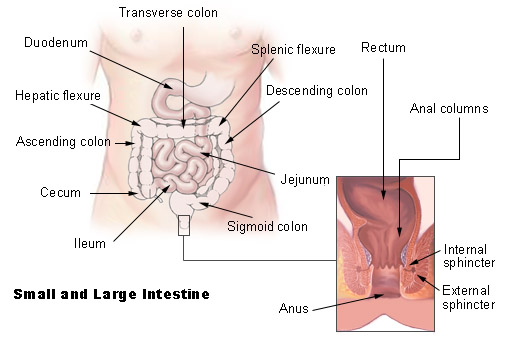
Intestinele
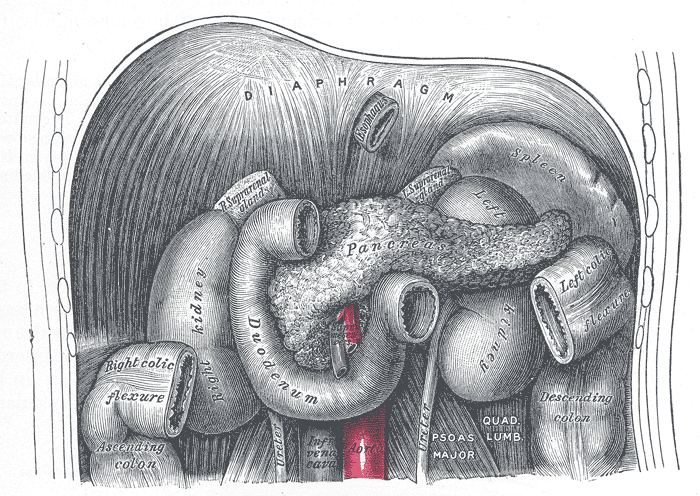
Duodenul și pancreasul.
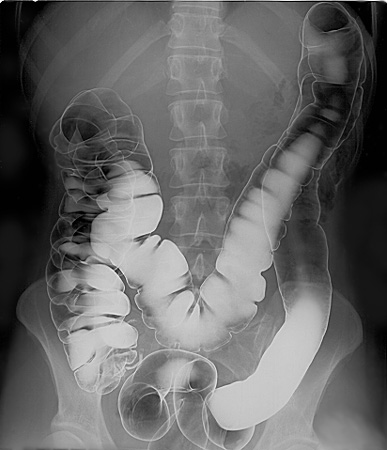
Clisma cu bariu cu dublu contrast - Utilizarea contrastului pozitiv și negativ